# Dicranomyia ignara
Dicranomyia ignara är en tvåvingeart som först beskrevs av Alexander 1967.  Dicranomyia ignara ingår i släktet Dicranomyia och familjen småharkrankar.
Artens utbredningsområde är Honduras. Inga underarter finns listade i Catalogue of Life.